# Raparna
Raparna is een geslacht van vlinders van de familie spinneruilen (Erebidae), uit de onderfamilie van de Boletobiinae. Dit geslacht is voor het eerst wetenschappelijk beschreven door Frederic Moore in een publicatie uit 1882.

## Soorten
- R. auropurpurea Pagenstecher, 1885
- R. bipuncta Warren & Rothschild, 1905
- R. byrsopa Lower, 1903
- R. caeruleotincta Rothschild, 1916
- R. confusa Mabille, 1900
- R. crocophara Turner, 1922
- R. didyma Mabille, 1900
- R. discoinsignita Strand, 1920
- R. erubescens Bang-Haas, 1910
- R. horciusalis Walker, 1859
- R. limbata Butler, 1898
- R. lugubris Turner, 1922
- R. melanospila Guenée
- R. metaphaea Hampson, 1926

- R. minima Warren & Rothschild, 1905
- R. nigripuncta Wileman, 1911
- R. obenbergeri Strand, 1920
- R. ochreipennis Moore, 1882
- R. roseata Wileman & South, 1917
- R. sordida Wileman, 1916
- R. thanatopis Lower
- R. transversa Moore, 1882
- R. tritonias Hampson, 1902
- R. undulata Moore, 1882